# 뮤직 오브 하트
《뮤직 오브 하트》(영어: Music of the Heart)는 1999년에 개봉한 미국의 전기 뮤지컬 드라마 영화이다. 웨스 크레이븐이 연출하고, 메릴 스트리프, 에이든 퀸, 앤절라 배싯 등이 출연하였다. 글로리아 에스테판의 영화 연기 데뷔작이다.
크레이븐의 연출작 중 유일하게 아카데미상 후보에 오른 작품으로, 2000년 제72회 아카데미상에서 여우 주연상(스트리프)과 주제가상(다이앤 워런) 후보에 지명되었다. 스트리프는 제57회 골든 글로브상 드라마 영화 부문 여우 주연상 후보에도 올랐다.

## 줄거리
1981년 뉴욕. 남편이 하필 자신의 절친과 사랑에 빠져 떠난 뒤 절망하던 음악 교사 로버타는 이스트할렘에서 임시 교사직을 얻어 소외 계층 아동들에게 바이올린을 가르치게 된다. 초반엔 교장, 학생들, 학부모들과 마찰을 빚지만 로버타가 만든 프로그램은 결국 성공을 거둔다.
그러나 10년 뒤 뉴욕 교육 위원회가 관련 자금을 삭감하면서 프로그램이 폐지되고 로버타도 해고될 위기에 처한다. 이에 로버타는 자선 음악회를 열어 프로그램 존속에 필요한 돈을 모금하기로 한다. 로버타는 예전 학생들, 학부모들, 동료 교사들은 물론 저명한 음악가들의 지원을 받아 카네기 홀에서 공연을 성공적으로 마친다.

## 출연진
- 메릴 스트리프 - 로버타 거스파리 역
- 에이든 퀸 - 브라이언 터너 역
- 앤절라 배싯 - 재닛 윌리엄스 역: 교장.
- 글로리아 에스테판 - 이저벨 배스케즈 역
- 클로리스 리치먼 - 어선타 비탤리 거스파리 역
- 조시 파이스 - 데니스 라우시 역
- 제인 리브스 - 도러시아 본하프튼 역
- 키런 컬킨 - 알렉산더 “알렉시” 역
  - 해리 딘호퍼 - 어린 알렉시 역
- 찰리 호프하이머 - 니컬러스 “닉” 역
  - 마이클 앵거라노 - 어린 닉 역
- 제이 O. 샌더스 - 댄 팩스턴 역
- 잔루크 피거로아 - 러몬 올리바스 역
- 오마리 투머 - 더숀 역
  - 제이드 요커 - 어린 더숀 역
- 헤이즐 메디나 - 앨리스 크롤리 역
- 애덤 러페브러 - 클라인 씨 역

본인 역 카메오
- 이츠하크 펄먼, 아이작 스턴, 조슈아 벨, 아널드 스타인하트 등

## 우리말 녹음
KBS 성우진 (2004년 5월 15일)
- 장유진 - 로버타(메릴 스트리프)
- 손정아 - 재닛(앤절라 배싯)
- 이광자 - 엄마(클로리스 리치먼)
- 오세홍 - 브라이언(에이든 퀸)
- 강희선 - 이저벨(글로리아 에스테판)
- 황원 - 아이작 스턴(본인)
- 김민석 - 데니스(조시 파이스)
- 김정애 - 나임(저스틴 스폴딩)
- 문지현 - 도러시아(제인 리브스)
- 엄주환 - 댄(제이 O. 샌더스)
- 이연승 - 알렉시(해리 딘호퍼)
- 주유랑 - 칼로스(이언 퀸런)
- 임미진 - 러몬(잔루크 피거로아)
- 원호섭 - 아널드 스타인하트(본인)
- 유동균 - 닉(찰리 호프하이머)
- 은영선 - 어린 닉(마이클 앵거라노)
- 전유정 - 과덜루페이(조이 스턴바크타우브먼)
- 소연 - 더숀(제이드 요커)